# Consent
Albums de The Devlins
Waiting
(1997) Waves
(2005)
Troisième album de The Devlins, Consent est aussi le plus acoustique et le plus folk.
Pour le titre "There Is A Light", une vidéo a été produite.

## Liste des chansons
1. "Consent"
2. "Static In The Flow"
3. "There Is A Light"
4. "Strangest Things"
5. "In Seville"
6. "People Still Believing"
7. "Snowbirds"
8. "Montreal"
9. "Metro"
10. "Wide Open"
11. "Five Miles To Midnight"
12. "Vertical"